# 南徽北晋
南徽北晋指的是明朝时期在山西的晋商和徽州的徽商的称呼。明朝时期，晋商以其雄厚的财力于徽商一同执商界之牛耳。所以有“南徽北晋”之说。
晋商，即山西省籍的商人又称“山西帮”、“西商”、“山商”。明朝前期由于“开中法”和商屯的实行，晋商占其地理上的优势，崛起于中国国内商界。明孝宗弘治五年（1492年），晋商由边商开始向内商转化，其活动范围也有黄河流域为主的北方地区扩张到长江流域和珠江流域。初期，晋商以经营商业为主，主要有盐、粮、丝绸等。后期逐渐向高利贷、金融业发展。以致出现了全国有名的“山西票号”。
徽商，就是徽州商人。徽商作为当时中国最有势力的商帮，是从明朝中叶开始的。明中叶时期的商业贸易的发展、东南城镇经济的繁荣，为徽商的兴起创造了客观的社会条件。徽商自身的“贾而好儒”，讲究商业道德，和封建政治势力相结合，并利用宗教血缘关系来加强商业竞争，是其崛起于商界的重要原因。明朝时期徽商的活动范围遍及全国，故有“无徽不成镇” 之说。徽商的资本雄厚，经营行业繁多，起重工以盐、典、茶、木最为著名。